# Gerippter Brachkäfer
Der Gerippte Brachkäfer (Amphimallon solstitiale) ist ein Käfer aus der Familie der Blatthornkäfer (Scarabaeidae).
Für die Art ist der Trivialname Junikäfer gebräuchlich. Allerdings werden auch andere Vertreter der Gattungen Amphimallon und Rhizotrogus (wie zum Beispiel Rhizotrogus marginipes) sowie der Gartenlaubkäfer (Phyllopertha horticola) oder regional auch einige Arten aus der Familie der Marienkäfer als Junikäfer (in Bayern: Junibummerl, Torkelkäfer) bezeichnet.

## Merkmale
Die Käfer haben eine Körperlänge von etwa 14 bis 18 Millimetern und haben das typische Aussehen der Blatthornkäfer. Ihr Körper ist ledergelb bis braun gefärbt, wobei der Scheitel und der Halsschild dunkler sind. Die Fühlerfächer sind dreigliedrig, beim Männchen sind sie fast so lang wie der Rest des Fühlers, beim Weibchen sind sie kürzer. Halsschild, die Basis und die Ränder der Deckflügel sind lang beborstet und kurz behaart. Je Deckflügel haben die Tiere drei erhabene Rippen; zwischen ihnen sind die Deckflügel gepunktet und behaart. Der Halsschild ist durch eine helle Mittellinie geteilt. Die Schienen (Tibien) der Vorderbeine tragen außen bei den Weibchen drei, bei den Männchen zwei Zähne.
Verwechslungsmöglichkeiten:
Die Art kann vor allem mit dem tagaktiven Amphimallon ochraceum verwechselt werden, der jedoch kleiner ist, rostrot gefärbt ist und unbehaarte Ränder an den Deckflügeln besitzt. Amphimallon solstitiale lässt sich von Rhizotrogus marginipes durch lange, in Reihen angeordnete Wimperborsten an den Seiten der Flügeldecken unterscheiden.

## Vorkommen und Lebensraum
Die Art tritt in der Paläarktis auf, wobei die nördliche Grenze des Verbreitungsgebiets in Europa der Süden Norwegens, Zentralschweden und -finnland sind. Auf Großbritannien ist die Art nur lokal verbreitet. Sie besiedelt Waldränder, Gärten, Parks, Felder und Alleen vom Flach- bis ins Hügelland, im Gebirge tritt die Art nur lokal auf.

## Lebenszyklus

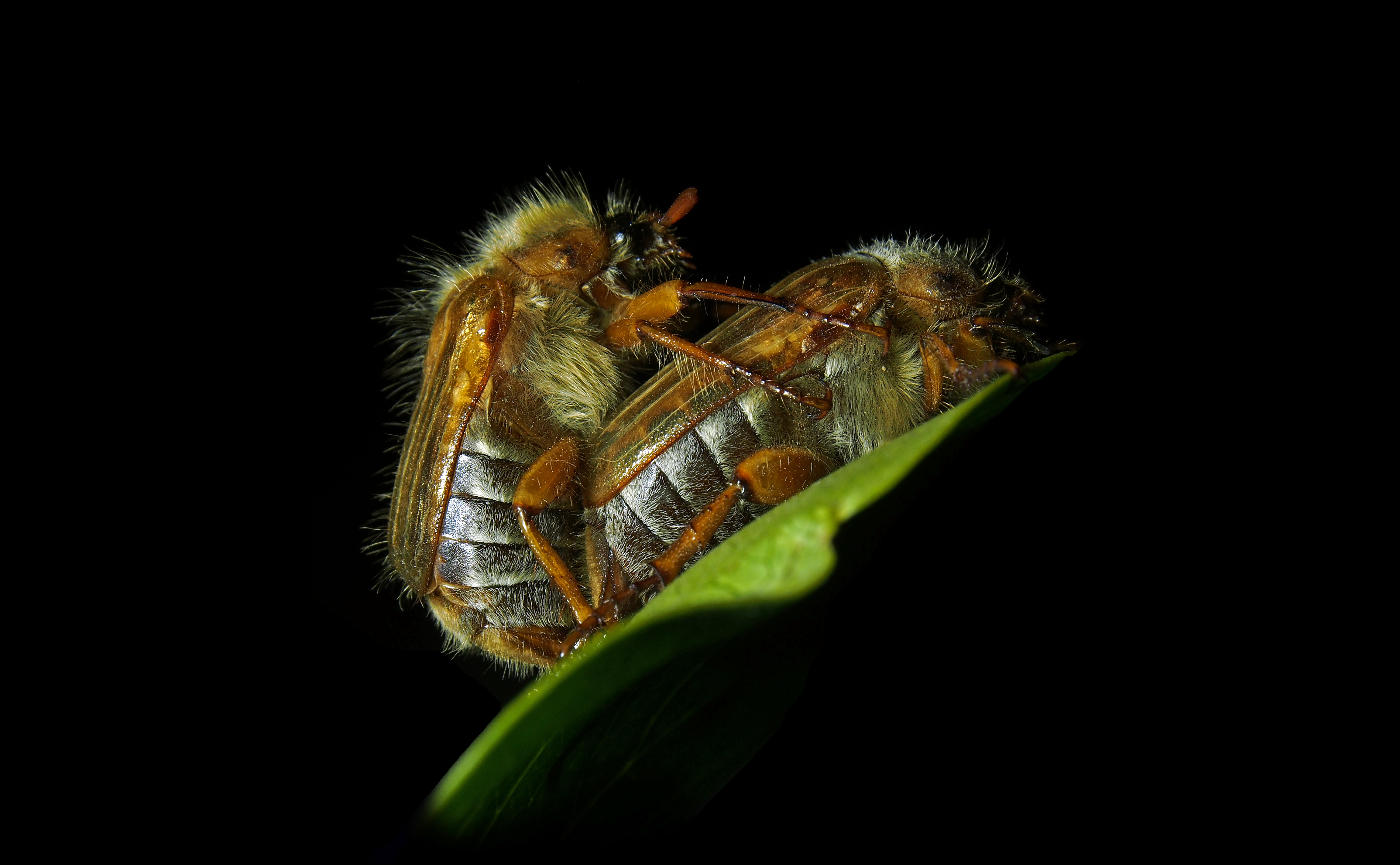
Paarung Gerippter Brachkäfer

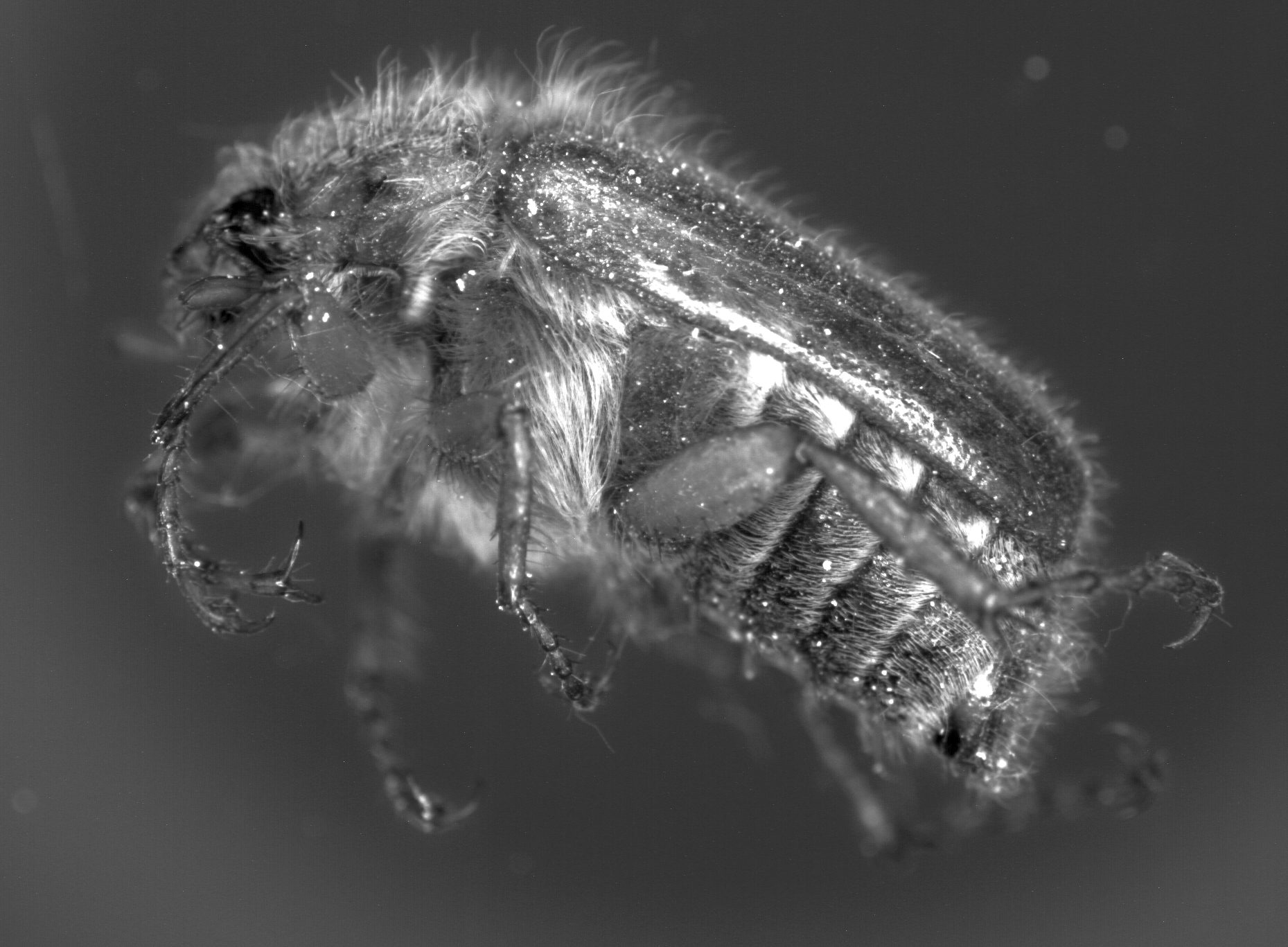
Brachkäfermännchen – Profil

Ende Juli legt das befruchtete Weibchen ungefähr 35 Eier im Boden ab und stirbt bald darauf. Die Larven (Engerlinge) ernähren sich von kleineren Wurzeln und Pflanzenresten und wachsen bis zu ungefähr 50 Millimeter heran. Sie überwintern zwei Mal und verpuppen sich im Frühjahr des dritten Jahres. Im Norden Europas benötigen sie für ihre Entwicklung vier Jahre. Die adulten Käfer sind nachtaktiv und verstecken sich tagsüber. Sie fliegen in der Dämmerung warmer Nächte von Ende Juni bis in den Juli hinein in teilweise großen Schwärmen. Zwei Drittel der fliegenden Tiere sind Männchen. Die Käfer ernähren sich von Blättern und Blüten.

## Ökologie
Zu den natürlichen Fressfeinden des gerippten Brachkäfers gehören Maulwürfe, Wühlmäuse, Marder, Wildschweine, Grünspechte und der Wiedehopf, welche bevorzugt die Larven vertilgen.